# Emil Nödtveidt
Emil Nödtveidt, noto anche come Nightmare Industries o Night (Uddevalla, 2 novembre 1976), è un chitarrista, bassista, tastierista e compositore svedese.

## Carriera
Ha iniziato la carriera nel 1994 come chitarrista del gruppo black metal svedese Swordmaster, con cui pubblicò i due EP Wraths of Time e Deathraider e i due full-length Postmortem Tales nel 1997 e Moribund Transgoria nel 1999.
Parallelamente fu membro, assieme al fratello maggiore Jon Nödtveidt, del supergruppo black metal Ophthalamia, che comprendeva anche Tony Särkkä degli Abruptum, Benny Larsson degli Edge of Sanity e Erik Hagstedt dei Marduk. Con questo complesso Nödtveidt pubblicò tre album in studio tra il 1996 e il 1998, intitolati Via Dolorosa, A Long Journey e Dominion, e apparve nella raccolta del 1997 To Elishia.
Nel 1996 ebbe una breve parentesi nei Sacramentum come chitarrista live, e l'anno seguente entrò a far parte dei Dissection di suo fratello Jon a sostituzione di Peter Palmdahl; tuttavia anche quest'esperienza si rivelò di breve durata, in quanto solo pochi mesi dopo Jon fu arrestato per l'omicidio di un omosessuale algerino. Nel 2000 diede una svolta alla sua carriera musicale fondando i Deathstars, band industrial/gothic metal assieme ad Andreas Bergh, Eric Bäckman, Jonas Kangur e Ole Öhman e assumendo il ruolo di chitarrista, tastierista e compositore. Con questo gruppo Nödtveidt ha finora realizzato tre dischi, Synthetic Generation nel 2002, Termination Bliss nel 2006 e Night Electric Night nel 2009 che ha ottenuto un buon successo piazzandosi al numero 32 della classifica finlandese, al numero 10 di quella svedese, al numero 36 di quella tedesca, al numero 43 di quella austriaca, al numero 69 di quella svizzera e al numero 153 di quella inglese.

## Discografia

### Con gli Swordmaster

#### Album in studio
- 1997 - Postmortem Tales
- 1999 - Moribund Transgoria

#### EP
- 1995 - Wraths of Time
- 1998 - Deathraider

#### Split
- 1996 - Blood Must Be Shed/Wraths of Time

#### Demo
- 1994 - Studio Rehearsal

### Con gli Ophthalamia

#### Album in studio
- 1996 - Via Dolorosa
- 1998 - A Long Journey
- 1998 - Dominion

#### Raccolte
- 1997 - To Elishia

### Con i Dissection

#### Album live
- 2003 - Live Legacy

### Con i Deathstars

#### Album in studio
- 2002 - Synthetic Generation
- 2006 - Termination Bliss
- 2009 - Night Electric Night

#### Raccolte
- 2010 - Decade of Debauchery
- 2011 - The Greatest Hits on Earth

#### Singoli
- 2001 - Synthetic Generation
- 2002 - Syndrome
- 2005 - Cyanide
- 2006 - Blitzkrieg
- 2007 - Virtue to Vice
- 2009 - Death Dies Hard